# Joc de miniatures
Un joc de miniatures, de vegades anomenat joc de guerra de miniatures, és un tipus de joc de guerra que incorpora miniatures com a components principals del joc, que se solen situar en un tauler amb escenografia, normalment una maqueta o un diorama. Com tants altres jocs de guerra, se'l pot considerar un joc de simulació, generalment sobre combat tàctic.
Els orígens de l'afició començaren al voltant del segle xx, amb la publicació les regles de guerra naval de Fred T. Jane i Little Wars de H. G. Wells el 1913. El 1929 es publicà un llibre similar, titulat Shambattle: How to Play with Toy Soldiers, per Harry Dowdall i Joseph Gleason. La comercialització de productes exclusius pels jugadors de jocs de miniatures es remunta als anys 50 amb els esforços de Jack Scruby. Després, els anys 60 i 70 els jocs de miniatures de fantasia i ciència-ficció cresqueren com a alternativa als jocs que estaven ambientats en conflictes històrics; tot seguit, emergiren companyies que s'hi dedicaven com ara Games Workshop, Spartan Games, Battlefront, Foundry, Warlord Games i Privateer Press.